# Coupe caribéenne des nations 1990
Navigation
Édition précédente Édition suivante
Le Championnat des Caraïbes 1990 fut la huitième édition de la Coupe de la Caraïbe qui est l'une des zones de la CONCACAF. La phase finale eut lieu à Trinité-et-Tobago, qualifié d'office en tant que pays organisateur et tenant du titre mais la compétition n'est pas allée à son terme. En effet, la finale et le match pour la 3e place n'ont pas été disputés en raison d'un coup d'État dans le pays.

## Tournoi de qualification

### Zone A:Grenade
| Rang | Équipe                 | Pts | J | G | N | P | Bp | Bc | Diff |  | Résultats              |  |     |     |     |
| ---- | ---------------------- | --- | - | - | - | - | -- | -- | ---- |  | ---------------------- |  | --- | --- | --- |
| 1    | Grenade                | 4   | 3 | 1 | 2 | 0 | 4  | 2  | +2   |  | Grenade                |  | 3-1 | 1-1 | 0-0 |
| 2    | Suriname               | 3   | 3 | 1 | 1 | 1 | 7  | 4  | +3   |  | Suriname               |  |     | 1-1 | 5-0 |
| 3    | Antilles néerlandaises | 3   | 3 | 0 | 3 | 0 | 3  | 3  | 0    |  | Antilles néerlandaises |  |     |     | 1-1 |
| 4    | Guyana                 | 2   | 3 | 0 | 2 | 1 | 1  | 6  | -5   |  | Guyana                 |  |     |     |     |

### Zone B:Saint-Vincent-et-les-GrenadinesetMartinique
| Rang | Équipe                          | Pts | J | G | N | P | Bp | Bc | Diff |  | Résultats                       |  |     |     |     |
| ---- | ------------------------------- | --- | - | - | - | - | -- | -- | ---- |  | ------------------------------- |  | --- | --- | --- |
| 1    | Saint-Vincent-et-les-Grenadines | 5   | 3 | 2 | 1 | 0 | 5  | 3  | +2   |  | Saint-Vincent-et-les-Grenadines |  | 1-0 | 2-2 | 2-1 |
| 2    | Martinique                      | 4   | 3 | 2 | 0 | 1 | 4  | 1  | +3   |  | Martinique                      |  |     | 4-0 | ?   |
| 3    | Guyane                          | 2   | 3 | 0 | 2 | 1 | 3  | 7  | -4   |  | Guyane                          |  |     |     | 1-1 |
| 4    | Dominique                       | 1   | 3 | 0 | 1 | 2 | 2  | 3  | -1   |  | Dominique                       |  |     |     |     |

- La Martinique a battu la Dominique mais le score du match est inconnu. La Martinique est qualifiée en tant que meilleur deuxième.

### Zone C:Barbade
| Rang | Équipe             | Pts | J | G | N | P | Bp | Bc | Diff |  | Résultats          |  |     |     |     |
| ---- | ------------------ | --- | - | - | - | - | -- | -- | ---- |  | ------------------ |  | --- | --- | --- |
| 1    | Barbade            | 5   | 3 | 2 | 1 | 0 | 3  | 1  | +2   |  | Barbade            |  | 1-1 | 1-0 | 1-0 |
| 2    | Bermudes           | 4   | 3 | 1 | 2 | 0 | 5  | 3  | +2   |  | Bermudes           |  |     | 2-0 | 2-2 |
| 3    | Sainte-Lucie       | 2   | 3 | 1 | 0 | 2 | 2  | 3  | -1   |  | Sainte-Lucie       |  |     |     | 2-0 |
| 4    | Antigua-et-Barbuda | 1   | 3 | 0 | 1 | 2 | 2  | 5  | -3   |  | Antigua-et-Barbuda |  |     |     |     |

### Zone D:Jamaïque
Tour préliminaire :

Anguilla, les Îles Caïmans, Saint-Martin, Sint Maarten et les Îles Vierges britanniques jouèrent un tour préliminaire dans la zone D. Le vainqueur de ce tour préliminaire accéda ensuite au tour principal de la zone. Seulement deux matchs de ce tour préliminaire sont connus. 
| Date | Équipe 1     | Équipe 2                  | Résultat |
| ?    | Saint-Martin | Îles Vierges britanniques | 3-0      |
| ?    | Sint Maarten | Îles Caïmans              | 1-1      |

C'est Saint-Martin qui se qualifie pour la phase de groupe de la zone D.
Tour principal :
| Rang | Équipe                     | Pts | J | G | N | P | Bp | Bc | Diff |  | Résultats                  |  |     |     |     |
| ---- | -------------------------- | --- | - | - | - | - | -- | -- | ---- |  | -------------------------- |  | --- | --- | --- |
| 1    | Jamaïque                   | 5   | 3 | 2 | 1 | 0 | 4  | 0  | +4   |  | Jamaïque                   |  | 3-0 | 1-0 | 0-0 |
| 2    | Saint-Christophe-et-Niévès | 2   | 2 | 1 | 0 | 1 | 2  | 3  | -1   |  | Saint-Christophe-et-Niévès |  |     | ?   | 2-0 |
| 3    | Saint-Martin               | 2   | 2 | 1 | 0 | 1 | 2  | 2  | 0    |  | Saint-Martin               |  |     |     | 2-1 |
| 4    | Guadeloupe                 | 1   | 3 | 0 | 1 | 2 | 1  | 4  | -3   |  | Guadeloupe                 |  |     |     |     |

- Le résultat de Saint-Christophe-et-Niévès - Saint-Martin est inconnu. Le match n'a peut-être pas eu lieu.

## Phase finale

### Groupe A
|   | Équipe            | Pts | J | G | N | P | BP | BC | Diff |
| - | ----------------- | --- | - | - | - | - | -- | -- | ---- |
| 1 | Trinité-et-Tobago | 3   | 2 | 1 | 1 | 0 | 5  | 0  | +5   |
| 2 | Jamaïque          | 2   | 2 | 0 | 2 | 0 | 0  | 0  | 0    |
| 3 | Grenade           | 1   | 2 | 0 | 1 | 1 | 0  | 5  | -5   |

| 23 juillet | Trinité-et-Tobago | 5 | 0 | Grenade  |
| 25 juillet | Jamaïque          | 0 | 0 | Grenade  |
| 27 juillet | Trinité-et-Tobago | 0 | 0 | Jamaïque |

### Groupe B
|   | Équipe                          | Pts | J | G | N | P | BP | BC | Diff |
| - | ------------------------------- | --- | - | - | - | - | -- | -- | ---- |
| 1 | Martinique                      | 3   | 2 | 1 | 1 | 0 | 4  | 2  | +2   |
| 2 | Barbade                         | 3   | 2 | 1 | 1 | 0 | 5  | 4  | +1   |
| 3 | Saint-Vincent-et-les-Grenadines | 0   | 2 | 0 | 0 | 2 | 2  | 5  | -3   |

| 23 juillet | Martinique | 2 | 2 | Barbade                         |
| 25 juillet | Martinique | 2 | 0 | Saint-Vincent-et-les-Grenadines |
| 27 juillet | Barbade    | 3 | 2 | Saint-Vincent-et-les-Grenadines |

Le 27 juillet 1990, pendant qu'avaient lieu les deux derniers matchs (groupe A et B), un coup d'État fut mené par la Jamaat al Muslimeen. Les joueurs, entraîneurs et supporters n'étaient pas au courant de la situation mais le tournoi fut abandonné. Au même moment sévissait sur l'île la tempête tropicale Arthur (qui débuta le 22 juillet et s'acheva le 27 juillet).

### Petite finale
| non disputé | Barbade | - | Jamaïque |  |  |
|             |         |   |          |  |  |

### Finale
| non disputé | Trinité-et-Tobago | – | Martinique |  |  |
|             |                   |   |            |  |  |